# Нема куди тікати
Нема куди тікати (англ. Nowhere to Run) — американський бойовик 1993 року режисера Роберта Гармона.

## Сюжет
Сема Гіллена заарештовують за пограбування банку. Коли його перевозять на автобусі до місця ув'язнення, його приятель Біллі допомагає влаштувати втечу. Але Білла вбиває охоронець, а Сему вдається втекти. Він ховається поруч з віддаленою фермою, в якій мешкає молода самотня жінка Клейді Андерсон разом зі своїми двома дітьми: хлопчиком Майком і дівчинкою Брі. Сему вдається потоваришувати з цією сім'єю. Незабаром з'являється скупник землі Данстон і намагається примусити Клайді підписати документи на передачу її ділянки, щоб побудувати тут місце відпочинку. На додаток, Данстон діє з бандитами, а суддя підкуплений ним. І тільки Сем зможе перешкодити його планам і захистити сім'ю.

## У ролях
| Актор            | Роль                 |
| ---------------- | -------------------- |
| Жан-Клод Ван Дам | Сем Гіллен           |
| Розанна Аркетт   | Клайді Андерсон      |
| Кіран Калкін     | Майк «Мукі» Андерсон |
| Тед Левайн       | містер Данстон       |
| Тіффані Таубман  | Брі Андерсон         |
| Едвард Блетчфорд | шериф Лонні Коул     |
| Ентоні Старк     | Біллі                |
| Джосс Екленд     | Франклін Гейл        |
| Аллан Граф       | водій автобуса       |
| Свен-Оле Торсен  | в'язень              |

## Цікаві факти
- Сцени з фермою і ставком були зняті в Сонома Коунті в Каліфорнії.
- Спочатку фільм мав робочу назву «Переступаючи межу» (англ. Crossing the Line).